# Prairie d'herbes mixtes

Étendue des prairies d'herbes mixtes en relation avec les Grandes Plaines.
Prairie d'herbes courtes
Prairie d'herbes mixtes
Prairie d'herbes hautes

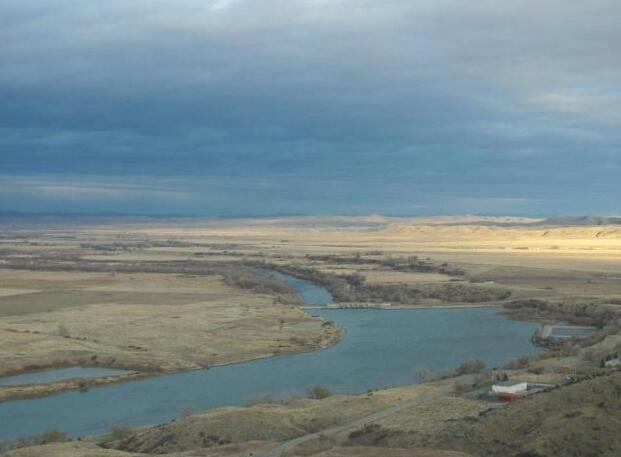
Prairie d'herbes mixtes autour d'Afterbay près de Fort Smith (Montana)

La prairie d'herbes mixtes est un écosystème situé dans les Grandes Plaines d'Amérique du Nord, qui assure la transition entre les prairies d'herbes courtes et les prairies d'herbes hautes.
La prairie d'herbes mixtes est plus riche en diversité écologique que les deux autres types de prairies.
Elle se rencontre dans la partie centrale des Grandes Plaines, sa largeur variant depuis le Texas central aux États--Unis jusque, vers le nord, au sud-est du Manitoba, de l'Alberta et du Saskatchewan au Canada.
Les principales espèces de graminées présente dans la prairie d'herbes mixtes sont les suivantes : Elymus smithii, Koeleria pyramidata, Sporobolus cryptandrus et Stipa comata.